# Esdoornvruchtmineermot
De esdoornvruchtmineermot (Etainia decentella) is een vlinder uit de familie dwergmineermotten (Nepticulidae). De wetenschappelijke naam is voor het eerst voorgesteld als Nepticula decentella door Herrich-Schäffer in een publicatie uit 1855 .

## Verspreiding
De soort komt voor in een groot deel van Europa en in Iran. In Nederland is de esdoornvruchtmineermot vrij algemeen.

## Waardplanten
De rups mineert in de vruchtjes van enkele soorten van het geslacht Esdoorn (Acer) (Sapindaceae) waaronder Acer pseudoplatanus, Acer monspessulanum, Acer opalus subsp. obtusatum en Acer sempervirens.